# Growing Up Sucks (Clara-album)
Growing Up Sucks er det andet album af den danske sanger og sangskriver Clara. Det udkom 27. marts 2020 hos Sony Music.
Albummet blev primært produceret af David 'Dehiro' Mørup og det tidligere Dúné-medlem, Ole Bjórn, der begge også medvirker som musikere på albummet. Numrene Wake Up og Nobody's Lover er dog produceret af århusianske Frederik Carstens, som også har produceret for Karl William. På nummeret Nobody's Lover medvirker desuden Brian Sivabalan.

## Spor
1. "Growing Up Sucks" (2:48)
2. "White Noise" (3:44)
3. "Thank Me Later" (3:13)
4. "Nobody's Lover (feat. Lord Siva)" (3:32)
5. "Armour" (2:57)
6. "Girl Like You" (2:54)
7. "Bad For Me" (2:46)
8. "Freakshow" (3:24)
9. "Loving On Me" (3:04)
10. "S.O.S." (3:13)
11. "Legend" (3:19)
12. "Wake Up" (1:30)